# Elbridge Gerry
Elbridge Gerry (Marblehead, 17 luglio 1744 – Washington, 23 novembre 1814) è stato un politico statunitense, membro del Partito Democratico-Repubblicano.

## Biografia
Membro del Congresso continentale (1776-1780 e 1783-1785), poi della Convenzione costituzionale (1787), infine del Congresso (1789-1793), fu vicepresidente sotto la presidenza di James Madison dal 1813 al 1814, finché morì durante il mandato. È noto soprattutto per aver inventato la cosiddetta pratica di gerrymandering e per esser stato coinvolto nel primo incidente internazionale della storia degli Stati Uniti, l'affare XYZ.